# Drymophila
A Drymophila a madarak osztályának verébalakúak (Passeriformes) rendjébe és a hangyászmadárfélék (Thamnophilidae) családjába tartozó nem.

## Rendszerezésük
A nemet William John Swainson írta le 1824-ben, jelenleg az alábbi 11 faj tartozik ide:
- Drymophila ferruginea
- Drymophila rubricollis
- Drymophila genei
- Drymophila ochropyga
- Drymophila malura
- Drymophila squamata
- Drymophila devillei
- Drymophila caudata
- Drymophila klagesi
- Drymophila striaticeps
- Drymophila hellmayri

## Előfordulásuk
Dél-Amerika területén honosak. Természetes élőhelyeik a szubtrópusok vagy trópusok esőerdők és cserjések. Állandó, nem vonuló fajok.

## Megjelenésük
Testhosszuk 12–15,5 centiméter közötti.